# Freiwild
Freiwild bedeutet im eigentlichen Sinne zur Jagd freigegebenes Wild. Allerdings wird der Begriff heute nicht mehr in diesem Sinne verwendet. Bei einer Jagd wird Wild zum Abschuss freigegeben, ohne dass es im modernen Sprachgebrauch der Jägersprache zum Freiwild wird.
Das Wort wird metaphorisch benutzt für Menschen, die der Willkür von jemandem schutzlos preisgegeben sind. Vogelfreiheit ist ein älterer Begriff, der mit vergleichbaren Inhalten verbunden ist.